# Marie Senghor Basse
Marie-Thérèse Camille Senghor Basse (ur. 20 marca 1930 w Rufisque zm. 2019) – senegalska lekarka, kierowała Centrum Ochrony Matek i Dzieci (fr. Centre de protection maternelle et infantile PMI), reprezentowała Senegal w Organizacji Narodów Zjednoczonych do spraw Wyżywienia i Rolnictwa (FAO) i kierowała LInstitut de Technologie Alimentaire (I.T.A.).

## Życiorys
Urodziła się 20 marca 1930
w Rufisque w zachodnim Senegalu. 13 listopada 1957 r. ukończyła studia na Wydziale Lekarskim w Paryżu. W 1958 r. rozpoczęła pracę w szpitalu Bally w Conakry, następnie została przeniesiona do dzielnicy Boké, przez 2 lata mieszkała w Gwinei. Po powrocie do Senegalu kierowała Centrum Ochrony Matek i Dzieci (fr. Centre de protection maternelle et infantile PMI). Podczas pobytu we Włoszech, gdzie wyjechała z mężem Edouardem Camille Basse ówczesnym ambasadorem Senegalu we Włoszech w latach 1961-1966 była przedstawicielką Senegalu w Organizacji Narodów Zjednoczonych ds. Wyżywienia i Rolnictwa (FAO).
Po powrocie do Senegalu została przydzielona do Centre Médico Scolaire w Dakarze jako lekarz-inspektor. W 1968 r. została dyrektorem L’Institut de Technologie Alimentaire (I.T.A.). Tam zajmuje się badaniami nad przetwórstwem zbóż, owoców i warzyw oraz produktów pochodzenia zwierzęcego. W ogólnokrajowej telewizji ORTS promowała konsumpcję lokalną, próbując zmieniać zachowania i nawyki żywieniowe.
W 1981 r. rozpoczęła pracę w Kancelarii Prezesa Rady Ministrów jako doradca premiera Habiba Thiama. W wieku 51 lat zapisała się do Wyższej Szkoły Zarządzania Biznesem w Dakarze. W 1983 r. otrzymała dyplom z zarządzania przedsiębiorstwem. W tym samym roku przeniosła się do gabinetu prezydenta Abdou Dioufa, gdzie przez dwa lata służyła mu swoją wiedzą i doświadczeniem jako doradca techniczny.
Miała sześcioro dzieci. Zmarła w 2019 roku.